# Salah Bakour
Salah Bakour, né le 15 avril 1982 à Rouen, est un footballeur international algérien.

## Biographie
Formé à l'AJ Auxerre puis au Stade Malherbe de Caen, il est pendant un temps sélectionné en équipe de France moins de 18 ans et en équipe de France espoirs. En août 2001, il est sélectionné avec l'équipe de France universitaire pour disputer l'Universiade d'été à Pékin, mais décline l'invitation. 
Il débute en professionnel à Caen en 2000 en Ligue 2. Alors que l'équipe calvadosienne est proche de la relégation, il joue neuf matchs et montre de belles choses au public caennais. Dès la saison suivante, il devient un membre important de l'équipe sénior en jouant 35 matchs. 
Lors des saisons 2002-2003 et 2003-2004, il joue une trentaine de matchs par saison et Caen atteint son objectif de montée en Ligue 1 en 2004. Dans le même temps, Bakour reçoit sa première et derniére sélection avec l'équipe d'Algérie lors d'un match perdu 0-1 contre la Chine le 28 avril 2004.
La saison 2004-2005 est plus délicate pour lui. Il a moins de temps de jeu à cause de l'émergence de Ronald Zubar à son poste. Il joue seulement 15 matchs.
Alors que le SM Caen descend en Ligue 2, il s'engage avec un autre relégué, le FC Istres. Il est un membre régulier et important de l'équipe sudiste et joue 43 matchs en 2 saisons. 
En 2007, Istres descend en National et Bakour s'engage avec le club belge de KV Courtrai. Le 16 septembre 2007, alors qu'il s'est engagé depuis peu à Courtrai, il se déchire les ligaments du genou lors d'un match contre le Royal Excelsior Virton. Il est absent des terrains jusqu'à la fin de la saison. Malgré cette blessure, le KV Courtrai prolonge son contrat d'un an.

## Carrière
- 1993-1996 :  FCR (FC Rouen)
- 1996-1999 :  AJ Auxerre
- 1999-2004 :  SM Caen (L2 ; 96 matchs)
- 2004-2005 :  SM Caen (L1 ; 15 matchs, 1 but)
- 2005-2007 :  FC Istres (L2; 43 matchs)
- 2007-2010 :  KV Courtrai (Jupiler Pro League ; 19 matchs)[4]
- depuis 2012 :  FC Rouen {équipe réserve}[5]

## Palmarès
- Champion de Belgique de D2 en 2008 avec le KV Courtrai
- Vainqueur de la Coupe Gambardella en 1999 avec l'AJ Auxerre
- Finaliste de la Coupe de la Ligue en 2005 avec le SM Caen
- Premier but en Ligue 1 : le 30 octobre 2004 : Stade rennais - SM Caen 1-1.
- 1 sélection